# Республика Мирдита

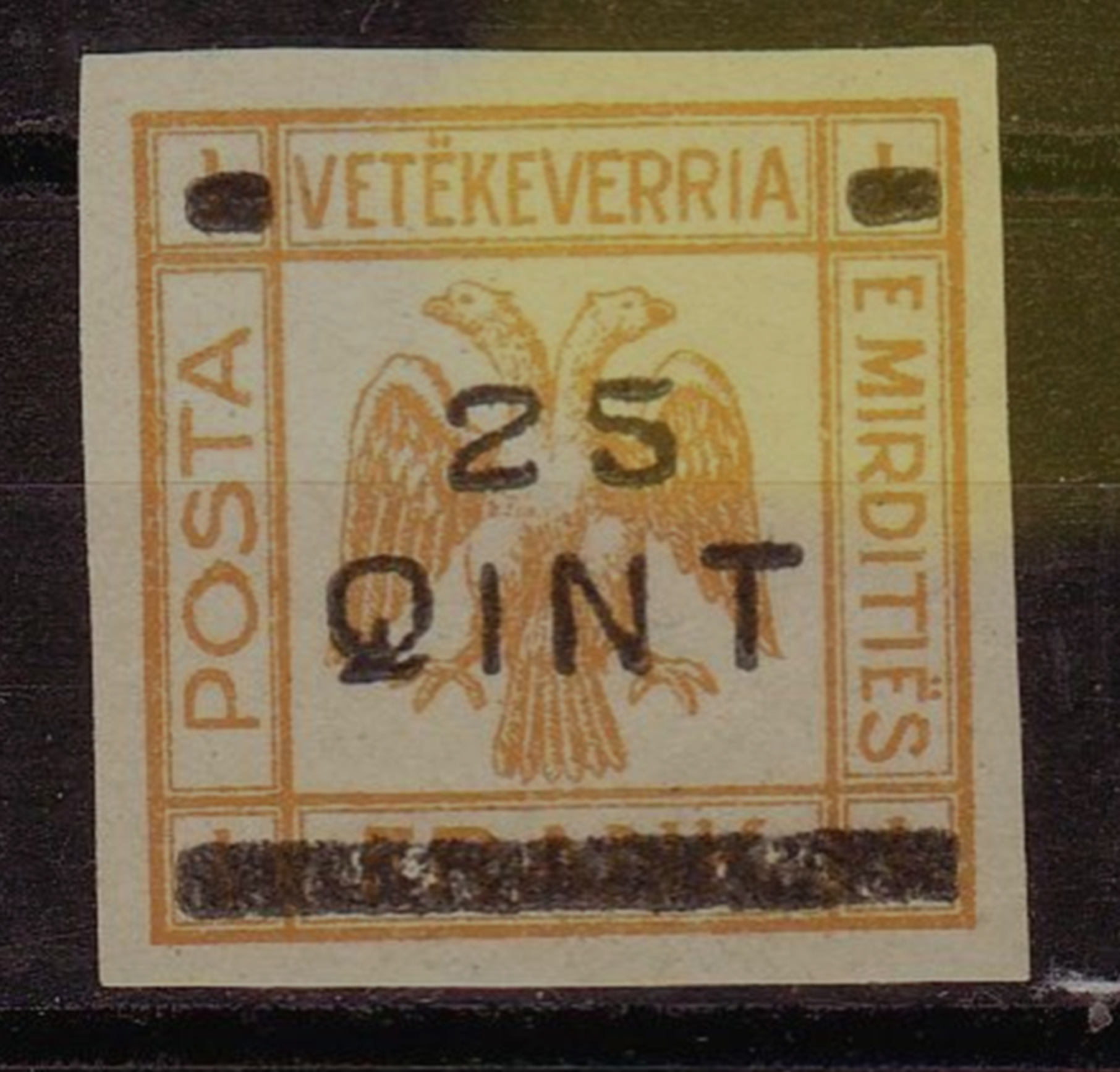
Почтовая марка Республики Мирдита

Республика Мирдита (алб. Republika e Mirditës) — существовавшая с 17 июля по 20 ноября 1921 года частично признанная республика, провозглашённая в Северной Албании Маркой Гьони и его последователями. Гьони возглавил своих католических соплеменников в восстании против албанского регентства и парламента, созданного после Первой мировой войны. Королевство сербов, хорватов и словенцев (Югославия) и его недавно возведённый на престол король Александр I поддержали Гьони, чтобы ослабить Княжество Албания и обострить там религиозный антагонизм.
17 июня 1921 года в Призрене Гьони провозгласил независимость Республики Мирдита и стал её президентом. Поскольку провозглашение республики нарушило суверенитет албанского государства, албанские войска напали и захватили республику. Предполагаемое правительство республики было захвачено албанскими войсками, но основные лидеры особо не подверглись преследованию. Гьони удалось сбежать в Югославию, но позже он вернулся в Албанию и оставался там активным лидером Горного комитета до своей смерти в 1925 году.

## История

### Предыстория
Округ Мирдита традиционно известен сопротивлением местных католиков против исламизации Албании. Это сопротивление началось в XV веке, когда католики племени Мирдита под командованием Георгия Кастриоти (Скандербег) столкнулись с армией Османской империи.

### Провозглашение Республики

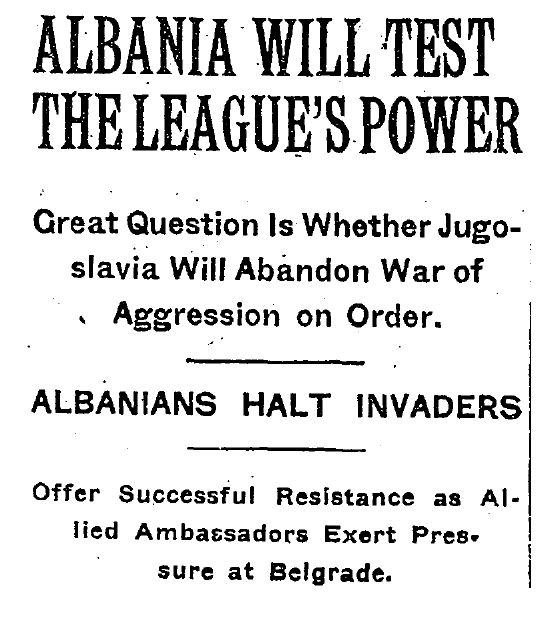
Заголовок New York Times о вторжении Югославии в Албанию, 9 ноября 1921 года

В 1919 году Пренк Паша, капидан (вождь) католического капетената племени Мирдита, был убит возле болот Лежа, так и не оставив преемника. Его родственник Марка Гьони, стал претендентом и преемником на пост вождя, однако многие старейшины Мирдиты отказались признать его, и ему не хватало популярности среди племени из-за трусости, проявленной во время Первой мировой войны. 17 июля 1921 года он позволил югославским властям провозгласить от его имени независимость Республики Мирдита в Призрене, в Югославии. Гьони получил поддержку, оружие и деньги от Югославии, а мотивом независимости, как он утверждал, было то, что албанское правительство собиралось запретить католицизм. События в республике Мирдита совпали с международными переговорами по поводу определению албанско-югославской границы, которые продолжались до ноября 1921 года. Гьони призвал правительство Югославии предпринять меры для признания Республики Мирдита, но Югославия была в основном заинтересована в поиске потенциальных территориальных претензий к самой республике. Таким образом, Греция стала единственной страной, признавшей Республику Мирдита независимым государством. В Лиге Наций югославское правительство разожгло ещё больше религиозных волнений, обвинив албанское правительство в том, что оно заботится только об интересах мусульманского населения Албании, в то время как католическое население страны часто подвергается дискриминации. Правительство Албании в ответ заявило, что права всех албанцев равны независимо от их религий, но югославское правительство утверждало, что из-за образования Республики Мирдита ответ албанского правительства был недействительным. Это поставило под вопрос статус Албании как страны, что повлияло на её членство в Лиге. Югославская делегация заявила, что, пока в Албании существуют два правительства, единство между народами существовать не может.
Великобритания, признавшая албанское правительство в ноябре 1921 года, отвергла позицию Югославии, направив через своего премьер-министра Ллойда Джорджа многочисленные горячие дипломатические протесты в адрес Белграда с требованием вывода войск из спорных территорий Албании. Вмешательство Великобритании имело важное значение, поскольку после этого югославское правительство прекратило поддержку Гьони. Британское правительство сообщило Лиге Наций, что против Югославии следует принять меры на основании статьи 16 пакта Лиги, а Конференция послов предложила ввести против неё санкции. Лига Наций признала границы Албании, установленные Лондонским договором 1913 года с небольшими территориальными корректировками в пользу Югославии. 20 ноября албанские войска и нерегулярные силы под командованием Ахмета Зогу отправились в Мирдиту и разгромили там сепаратистское движение. Старейшины Мирдиты предложили Зогу мягкие условия отсутствия репрессий против них в случае прекращения восстания, а Гьони сбежал в Югославию. Местные старейшины Мирдиты вели переговоры с Зогу о сделке с центральным правительством. Мирдита была помещена на осадное положение, Гьони и его последователи были объявлены предателями Албании, а некоторые повстанцы были наказаны правительственным политическим судом. Предыдущие договоренности, относящиеся к периоду Османской империи, которые давали Мирдите автономию посредством непрямого правления, были отменены. Через некоторое время Марке Гьони разрешили вернуться в Албанию, и в Мирдите он несколько лет до своей смерти занимался местными делами.

### Современное положение
Позже в место бывшей республики был создан округ Мирдита. Бо́льшая часть республики была передана соседним регионам, а численность населения региона сократилась почти вдвое.

## Государственное устройство

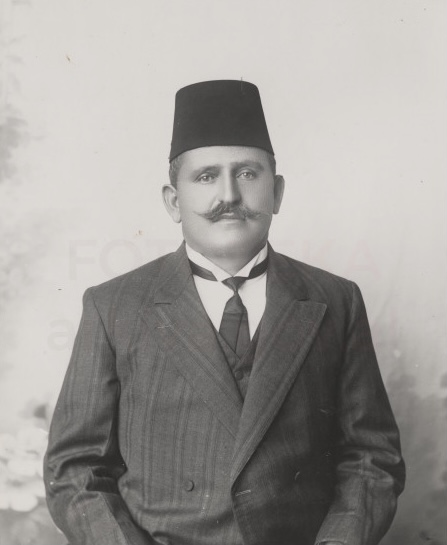
Марка Гьони — единственный президент Республики Мирдита

Президент
- Марка Гьони

Министр иностранных дел
- Антон Ашику

Министерство обороны
- Пренк Ллеши

Министр внутренних дел
- Зеф Ндочи